# Lãnh thổ Illinois
Lãnh thổ Illinois (tiếng Anh: Territory of Illinois) từng là một lãnh thổ hợp nhất có tổ chức, tồn tại từ ngày 1 tháng 3 năm 1809 cho đến ngày 3 tháng 12 năm 1818 khi phần phía nam của lãnh thổ được phép gia nhập liên bang để trở thành tiểu bang Illinois. Khu này trước đó từng được biết với tên gọi "Xứ Illinois" trong khi người Pháp cai trị, trước hết là một phần của Canada thuộc Pháp và sau đó là một phần của Louisiana thuộc Pháp. Vương quốc Anh giành được vùng này bằng Hiệp định Paris năm 1763, đánh dấu kết thúc Chiến tranh người bản địa Mỹ và Pháp. Trong thời Chiến tranh Cách mạng Mỹ, đại tá George Rogers Clark chiếm toàn bộ Xứ Illinois cho Virginia. Virginia thiết lập "Quận Illinois" để thực hiện việc cai trị trên danh nghĩa khu vực này. Virginia sau đó nhượng lại gần như toàn bộ đất đại ở phía bắc sông Ohio cho chính phủ liên bang Hoa Kỳ để xoa dịu sự phản đối của các tiểu bang không giáp biển. Khu vực này trở thành một phần của Lãnh thổ Tây Bắc thuộc Hoa Kỳ (từ ngày 13 tháng 7 năm 1787 cho đến 4 tháng 7 năm 1800), và sau đó trở thành một phần của Lãnh thổ Indiana khi Ohio chuẩn bị trở thành một tiểu bang. Ngày 3 tháng 2 năm 1809, Quốc hội Hoa Kỳ thông qua luật thành lập Lãnh thổ Illinois sau khi quốc hội nhận được thỉnh cầu của các cư dân tại các khu vực viễn tây phàn nàn về những khó khăn khi tham gia vào các vấn đề lãnh thổ tại Indiana.

## Ranh giới lãnh thổ
Lãnh thổ Illinois ban đầu gồm có đất đai mà sau này trở thành các tiểu bang Illinois, Wisconsin, phần phía đông của Minnesota, và phần phía tây bán đảo thượng của Michigan. Khi Illinois chuẩn bị trở thành một tiểu bang, khu vực còn lại của lãnh thổ được nhập vào Lãnh thổ Michigan.
Các ranh giới ban đầu của lãnh thổ được xác định như sau:
"...tất cả phần đất của Lãnh thổ Indiana nằm ở phía tây sông Wabash, và đường phân giới trực tiếp được vẽ từ sông Wabash như đã nói đến và Post Vincennes, đi về hướng bắc đến đường biên giới giữa Hoa Kỳ và Canada..."
Kaskaskia là thủ phủ lãnh thổ. Điều tra dân số năm 1810 cho thấy lãnh thổ có dân số là 12.282 người.

## Các trưởng lãnh thổ vụ
Các trưởng lãnh thổ vụ của Lãnh thổ Illinois:
- Nathaniel Pope (1809–1816)
- Joseph Phillips (1816–1818)

## Giải thể
Năm 1818, phân nửa lãnh thổ ở phía nam được phép gia nhập liên bang để trở thành tiểu bang Illinois. Phần nữa phía bắc trở thành một phần của Lãnh thổ Michigan.

### Các nguồn chính yếu
- Act dividing Indiana Territory, 1809 Lưu trữ ngày 21 tháng 9 năm 2006 tại Wayback Machine
- An Act to enable the people of the Illinois Territory to form a constitution and state government, and for the admission of such state into the Union on an equal footing with the original states (ngày 18 tháng 4 năm 1818) Lưu trữ ngày 3 tháng 6 năm 2017 tại Wayback Machine
- Resolution declaring the admission of the state of Illinois into the Union (ngày 3 tháng 12 năm 1818)

### Các nguồn thứ cấp
- Solon J. Buck: Illinois in 1818
- Animated Map: Boundaries of the United States and the Several States Lưu trữ ngày 3 tháng 9 năm 2006 tại Wayback Machine